# Jojoba
Simmondsia chinensis
Espèce
Classification phylogénétique
Le jojoba (Simmondsia chinensis) est une espèce d'arbuste de la famille des Simmondsiacées.
Elle est cultivée pour la cire (appelée communément « huile de jojoba ») contenue dans ses graines.

## Répartition géographique
Cette plante est originaire de l'extrême sud des États-Unis (Arizona et Californie) et du nord du Mexique.
Aujourd'hui, les principaux producteurs sont l'Argentine, Israël, les États-Unis, l'Australie.
La culture de jojoba s'est implantée dans les régions semi-désertique d'Argentine, au nord-est du pays.
Récemment, Israël s'est lancé dans la production de jojoba et compte parmi les plus grands producteurs mondiaux.

## Description

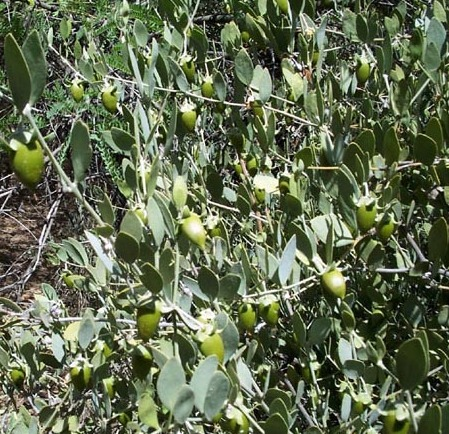
Feuillage et fruits de Simmondsia chinensis

Si le jojoba ne dépasse guère 2,5 m à l'état naturel, ses racines sont très longues, jusqu'à 30 m ou plus, ce qui lui permet d'aller chercher l'humidité très loin et très profondément dans le sol.
Son feuillage rappelle celui de l'olivier.
Les graines encore appelées « amandes » ou « fèves » sont de la taille d'une olive et on les récolte à l'automne. La production est soumise à l’alternance biennale. On en extrait l'huile de jojoba, une sorte de cire liquide comparable au sébum et qui ne rancit pas.

## Utilisation
L'huile de jojoba est utilisée dans l'industrie des cosmétiques pour diluer les huiles essentielles, en remplacement du blanc de baleine.
Elle est aussi appréciée comme huile de massage, car elle pénètre facilement la peau et ne laisse pas de sensation de gras, ou encore pour la lubrification des moteurs et l'alimentation des lampes pour l'éclairage.
Elle nécessite malgré tout quelques précautions d'emploi.

### Usage alimentaire
Considérée comme nouvel aliment au sein de l'Union européenne (consommation restée négligeable dans les pays de l’Union européenne avant le 15 mai 1997), l’huile de Jojoba (Simmondsia chinensis) ne bénéficie pas encore d'autorisation en usage alimentaire. En France, la direction générale de la Concurrence, de la Consommation et de la Répression des fraudes (DGCCRF) l'a inscrite sur la liste des huiles végétales considérées comme « nouveaux aliments », dont la commercialisation reste soumise à autorisation préalable  dont l'évaluation et l'accord sont effectués par l'Agence nationale de sécurité sanitaire de l'alimentation, de l'environnement et du travail (Anses).

## Anecdote
Il existe à propos du nom scientifique du jojoba une anecdote : le botaniste Link, qui a nommé l'espèce à partir des notes du découvreur Nuttal en 1836, a confondu NCalif et China et avait nommé l'espèce Buxus chinensis alors qu'elle est en fait originaire du sud-ouest des États-Unis.
Par ailleurs, Oldelaf et Monsieur D l'utilisent dans leur chanson Nous, les Vedettes, non sans une pointe d'humour caustique, afin de dénoncer la superficialité du monde du show-business. Oldelaf dit développer « une allergie hyper rare au jojoba » qui l'empêche d'avoir « la peau jolie ». Jojoba est aussi utilisé dans leur autre chanson Raoul mon pitbull.
Également, le groupe Jacques et Cédric de Bapt&Gaël Records font référence aux bienfaits de l'huile de jojoba dans leur chanson La Piscine, de leur premier EP. Ils établissent un lien humoristique entre les soins du corps et le milieu LGBT afin d'appuyer leur engagement Gay-friendly. Dans ce contexte, ils revendiquent la prise de douches « à deux, à deux, à deux dans la cabine » dans leur refrain.